# بیت باوی
بیت باوی، روستایی از توابع بخش مشراگه شهرستان رامشیر در استان خوزستان ایران که قرابت نزدیکی با بنی لام عبدالخان دارد .

## جمعیت
این روستا در دهستان مشراگه قرار دارد و براساس سرشماری مرکز آمار ایران در سال ۱۳۹۵، جمعیت آن ۱۱۰۰نفر (۱۵۰خانوار) بوده‌است.